# Balanophyllia tenuis
Balanophyllia tenuis är en korallart som beskrevs av van der Horst 1922. Balanophyllia tenuis ingår i släktet Balanophyllia och familjen Dendrophylliidae. Inga underarter finns listade i Catalogue of Life.